# Rafael Avalos
Pour les articles homonymes, voir Avalos.
Rafael Ávalos (1926–1993) est un joueur international de football mexicain, qui évoluait au poste de milieu de terrain.

## Biographie
On sait peu de choses sur sa carrière de footballeur sauf peut-être qu'il évoluait dans le club du CF Atlante lorsqu'il fut sélectionné par Antonio López Herranz pour disputer la Coupe du monde 1954 en Suisse avec l'équipe du Mexique.

## Palmarès
- Championnat du Mexique (2) :
  - Vainqueur : 1951 et 1952.

- Supercoupe du Mexique (1) :
  - Vainqueur : 1952